# Непростимо (кеч турнир)
Непростимо беше ежегоден кеч pay-per-view турнир, продуциран от World Wrestling Entertainment, който се проежда всеки септември от изданието през 1999. Започва като турнир Във вашия дом през април и включва Инфърно мач между Гробаря и Кейн. От 2003 до 2006, турнирът е на шоуто Първична сила.
През 2009, турнирът се замества от Точка на пречупване.

## Дати и места
██ Турнир на Първична сила
| №  | Име                       | Дата         | Град                         | Място                       | Главен мач                                                                                   |
| -- | ------------------------- | ------------ | ---------------------------- | --------------------------- | -------------------------------------------------------------------------------------------- |
| 1  | Непростимо: Във вашия дом | 26 април     | Грийнсбъро, Северна Каролина | Greensboro Coliseum Complex | Стив Остин срещу Дуд Лов1                                                                    |
| 2  | Непростимо (1999)         | 26 септември | Шарлът, Северна Каролина     | Charlotte Coliseum          | Трите Хикса срещу Скалата срещу Кейн срещу Менкайнд срещу Грамадата срещу Британския булдог1 |
| 3  | Непростимо (2000)         | 24 септември | Филаделфия, Пенсилвания      | First Union Center          | Скалата срещу Крис Беноа срещу Гробаря срещу Кейн1                                           |
| 4  | Непростимо (2001)         | 23 септември | Питсбърг, Пенсилвания        | Mellon Arena                | Стив Остин срещу Кърт Енгъл1                                                                 |
| 5  | Непростимо (2002)         | 22 септември | Лос Анджелис, Калифорния     | Staples Center              | Трите Хикса срещу Роб Ван Дам2 Брок Леснар срещу Гробаря3                                    |
| 6  | Непростимо (2003)         | 21 септември | Хърши, Пенсилвания           | Giant Center                | Трите Хикса срещу Голдбърг2                                                                  |
| 7  | Непростимо (2004)         | 12 септември | Портланд, Орегон             | Rose Garden Arena           | Ренди Ортън срещу Трите Хикса2                                                               |
| 8  | Непростимо (2005)         | 18 септември | Оклахома Сити, Оклахома      | Ford Center                 | Джон Сина срещу Кърт Енгъл3                                                                  |
| 9  | Непростимо (2006)         | 17 септември | Торонто, Онтарио             | Air Canada Centre           | Острието срещу Джон Сина3                                                                    |
| 10 | Непростимо (2007)         | 16 септември | Мемфис, Тенеси               | FedExForum                  | Гробаря срещу Марк Хенри                                                                     |
| 11 | Непростимо (2008)         | 7 септември  | Кливланд, Охайо              | Quicken Loans Arena         | Крис Джерико срещу Батиста срещу Кейн срещу Джон „Брадшоу“ Лейфилд срещу Рей Мистерио2       |

Мач за:
1↑Титлата на WWF;
2↑Титлата на WWE;
3↑Световната титла в тежка категория